# Mona Chollet
Mona Chollet (geb. 1973 in Genf) ist eine Schweizer Autorin und Journalistin. Seit 2016 ist sie Chef vom Dienst der französischen Monatszeitung Le Monde diplomatique und lebt in Paris.

## Leben und Karriere
Nach einem Bachelor of Arts in Literatur, den sie in Genf absolvierte, studierte Mona Chollet Journalismus an der École supérieure de journalisme de Lille (deutsch: Höhere Journalistenschule Lille).
Chollet arbeitete danach für die französische Satirezeitschrift Charlie Hebdo und für Arte Radio. Als Host der 19-teiligen Audio-Serie L’ésprit d’escalier beschäftigte sie sich 2004/2005 mit sozialen Fragen, insbesondere zu den Themen Feminismus und Medien.
Heute ist Chollet Chefredakteurin bei Le Monde diplomatique und betreibt zusammen mit dem Journalisten Thomas Lemahieu die kulturkritische Website Périphéries.
2020 erschien ihr Buch Hexen. Die unbesiegte Macht der Frauen.

## Werte
Immer wieder beschäftigt sich die Journalistin und Autorin in ihrer Arbeit mit der Stellung der Frau, dem Feminismus und den Medien.
In einem Artikel mit dem Titel «Femen partout, féminisme nulle part» (deutsch Überall Femen, nirgendwo Feminismus) übte sie 2013 harsche Kritik an der feministischen Gruppierung Femen. Im Artikel, erschienen in Le Monde diplomatique, wirft sie ihr vor, ständig ihre nackten Brüste zu zeigen. In dem von der Gruppierung propagierten «Sextremismus» sei es vor allem der «Sex», der Eindruck mache. Das Interesse an Femen erweise sich durchaus als vereinbar mit dem krudesten Anti-Feminismus, schreibt sie.
Während ihrer Tätigkeit für die französische Satirezeitschrift Charlie Hebdo sorgte ausserdem eine Streitigkeit mit dem Chefredakteur Philippe Val für Aufsehen. Nachdem sie einen Leitartikel, in dem Val Palästinenser als «unzivilisiert» bezeichnete, kritisierte, wurde ihr unbefristeter Vertrag im Jahr 2000 beendet. Sie erzählt dazu: «Ein paar Tage später hat er mich einberufen und mir gesagt, dass er meinen Vertrag nach der einmonatigen Probezeit kündigen werde, obwohl ich schon ein Jahr freiberuflich für das Magazin tätig war. Das hat mich umgehauen.»
Mona Chollet befürwortet die Abschaffung der Prostitution.
Im Oktober 2024 gehörte Chollet zu den Unterzeichnern eines Aufrufs zum Boykott israelischer Kulturinstitutionen, „die an der überwältigenden Unterdrückung der Palästinenser mitschuldig sind oder diese stillschweigend beobachtet haben“.

## Veröffentlichungen
- "Réinventer l'amour. Comment le patriarcat sabote les relations hétérosexuelles,Zones, 16.09.2021, ISBN 235522174X"; auf Deutsch:
- Wir müssen die Liebe neu erfinden. Wie das Patriarchat heterosexuelle Beziehungen sabotiert, DuMont, Köln 2023
- Hexen. Die unbesiegte Macht der Frauen, Edition Nautilus, Hamburg 2020, ISBN 978-3-96054-230-8.
- (fr) Résister à la culpabilisation : sur quelques empêchements d' exister, 2024, Zones